# Процес підрахунку
Процес підрахунку (рахуючий процес) – це випадковий процес {N(t), t ≥ 0} зі значеннями, які є цілими невід’ємними та неспадними:
1. N ( t ) ≥ 0.
2. N ( t ) — ціле число.
3. Якщо s ≤ t, то N ( s ) ≤ N ( t ).

Якщо s < t, то N(t) − N(s) – кількість подій, що відбулися протягом інтервалу (s, t] . Приклади процесів підрахунку включають процеси Пуассона та процеси відновлення .
Процеси підрахунку мають справу з кількістю повторень чогось протягом певного часу. Прикладом процесу підрахунку є кількість надходжень завдань до черги протягом певного часу, наприклад у задачах масового обслуговування.
Якщо процес має властивість Маркова, він називається процесом марковського підрахунку.